# Seizième district congressionnel du Texas
Le 16e district congressionnel du Texas comprend la quasi-totalité d'El Paso et la plupart de ses banlieues dans l'État du Texas. La représentante actuelle est la Démocrate Veronica Escobar.
Le district a été initialement créé en 1903. Pendant la majeure partie des six décennies suivantes, il s'est étendu sur 42 000 miles carrés (110 000 km2), d'El Paso à l'ouest jusqu'au bassin permien (Midland et Odessa) à l'est. Cependant, après que la carte originale du Texas de 1960 ait été rejetée à la suite de l'affaire Wesberry v. Sanders, le 16e a été réduit à la ville d'El Paso (à l'exception d'une tranche à l'est) et à la plupart de ses communautés de banlieue environnantes.
Depuis les années 1990, le 16e est le seul bastion Démocrate dans l’ouest du Texas, fortement Républicain. Bien qu'il s'agisse d'un district majoritairement hispanique depuis les années 1970, seuls deux Hispaniques l'ont représenté, Silvestre Reyes et Escobar.

## Historique de vote
| Année | Poste     | Résultats               |
| ----- | --------- | ----------------------- |
| 2000  | Président | Gore 59,0 % - 41,0 %    |
| 2004  | Président | Kerry 56,0 % - 44,0 %   |
| 2008  | Président | Obama 66,0 % - 33,0 %   |
| 2012  | Président | Obama 64,0 % - 35,0 %   |
| 2016  | Président | Clinton 67,0 % - 27,0 % |
| 2020  | Président | Biden 66,0 % - 32,0 %   |

## Liste des Représentants du district
| Membre                          | Parti       | Années                          | Congrès     | Histoire électorale |
| ------------------------------- | ----------- | ------------------------------- | ----------- | --- |
| District établit le 4 mars 1903 |             |                                 |             | |
| William Robert Smith (en)       | Démocrate   | 4 mars 1903 - 3 mars 1917       | 58e - 64e   | Élu en 1902. Réélu en 1904. Réélu en 1906. Réélu en 1908. Réélu en 1910. Réélu en 1912. Réélu en 1914.                                                                                         |
| Thomas L. Blanton (en)          | Démocrate   | 4 mars 1917 - 3 mars 1919       | 65e         | Élu en 1916. Redécoupage vers le 17e district. |
| Claude Benton Hudspeth (en)     | Démocrate   | 4 mars 1919 - 3 mars 1931       | 65e         | Élu en 1918. Réélu en 1920. Réélu en 1922. Réélu en 1924. Réélu en 1926. Réélu en 1928. |
| R. Ewing Thomason (en)          | Démocrate   | 4 mars 1931 - 31 juillet 1947   | 72e - 80e   | Élu en 1930. Réélu en 1932. Réélu en 1934. Réélu en 1936. Réélu en 1938. Réélu en 1940. Réélu en 1942. Réélu en 1944. Réélu en 1946. Démissionne pour devenir Juge de District des États-Unis. |
| Vacant                          | Vacant      | 31 juillet 1947 - 23 août 1947  | 80e         | |
| Kenneth M. Reagan (en)          | Démocrate   | 23 août 1947 - 3 janvier 1955   | 80e - 83e   | Élu pour terminer le mandat de Thomason. Réélu en 1948. Réélu en 1950. Réélu en 1952. Perd sa renomination.                                                                                    |
| J. T. Rutherford (en)           | Démocrate   | 3 janvier 1955 - 3 janvier 1963 | 84e - 87e   | Élu en 1954. Réélu en 1956. Réélu en 1958. Réélu en 1960. Perd sa réélection. |
| Ed Foreman (en)                 | Républicain | 3 janvier 1963 - 3 janvier 1965 | 88e         | Élu en 1962. Perd sa réélection. |
| Richard C. White (en)           | Démocrate   | 3 janvier 1965 - 3 janvier 1983 | 89e - 97e   | Élu en 1964. Réélu en 1966. Réélu en 1968. Réélu en 1970. Réélu en 1972. Réélu en 1974. Réélu en 1976. Réélu en 1978. Réélu en 1980. Retrait.                                                  |
| Ronald D. Coleman (en)          | Démocrate   | 3 janvier 1983 - 3 janvier 1997 | 98e - 104e  | Élu en 1982. Réélu en 1984. Réélu en 1986. Réélu en 1988. Réélu en 1990. Réélu en 1992. Réélu en 1994. Retrait.                                                                                |
| Silvestre Reyes                 | Démocrate   | 3 janvier 1997 - 3 janvier 2013 | 105e - 112e | Élu en 1996. Réélu en 1998. Réélu en 2000. Réélu en 2002. Réélu en 2004. Réélu en 2006. Réélu en 2008. Réélu en 2010. Perd sa renomination.                                                    |
| Beto O'Rourke                   | Démocrate   | 3 janvier 2013 - 3 janvier 2019 | 113e - 115e | Élu en 2012. Réélu en 2014. Réélu en 2016. Retrait pour se présenter comme Sénateur des États-Unis.                                                                                            |
| Veronica Escobar                | Démocrate   | 3 janvier 2019 - Présent        | 116e - 119e | Élue en 2018. Réélue en 2020. Réélue en 2022. Réélue en 2024. |

## Résultats des récentes élections
Voici les résultats des dix précédents cycles électoraux dans le district.

## Frontières historiques du district

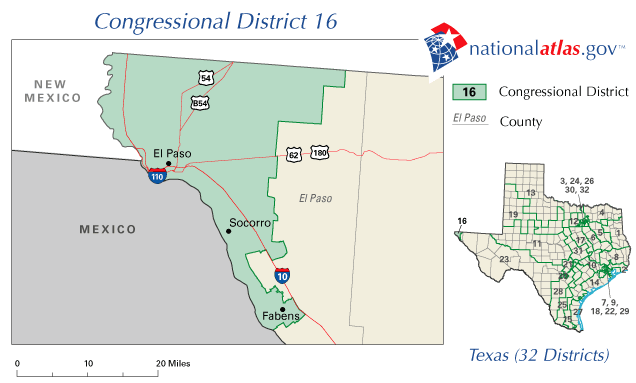
2007 - 2013

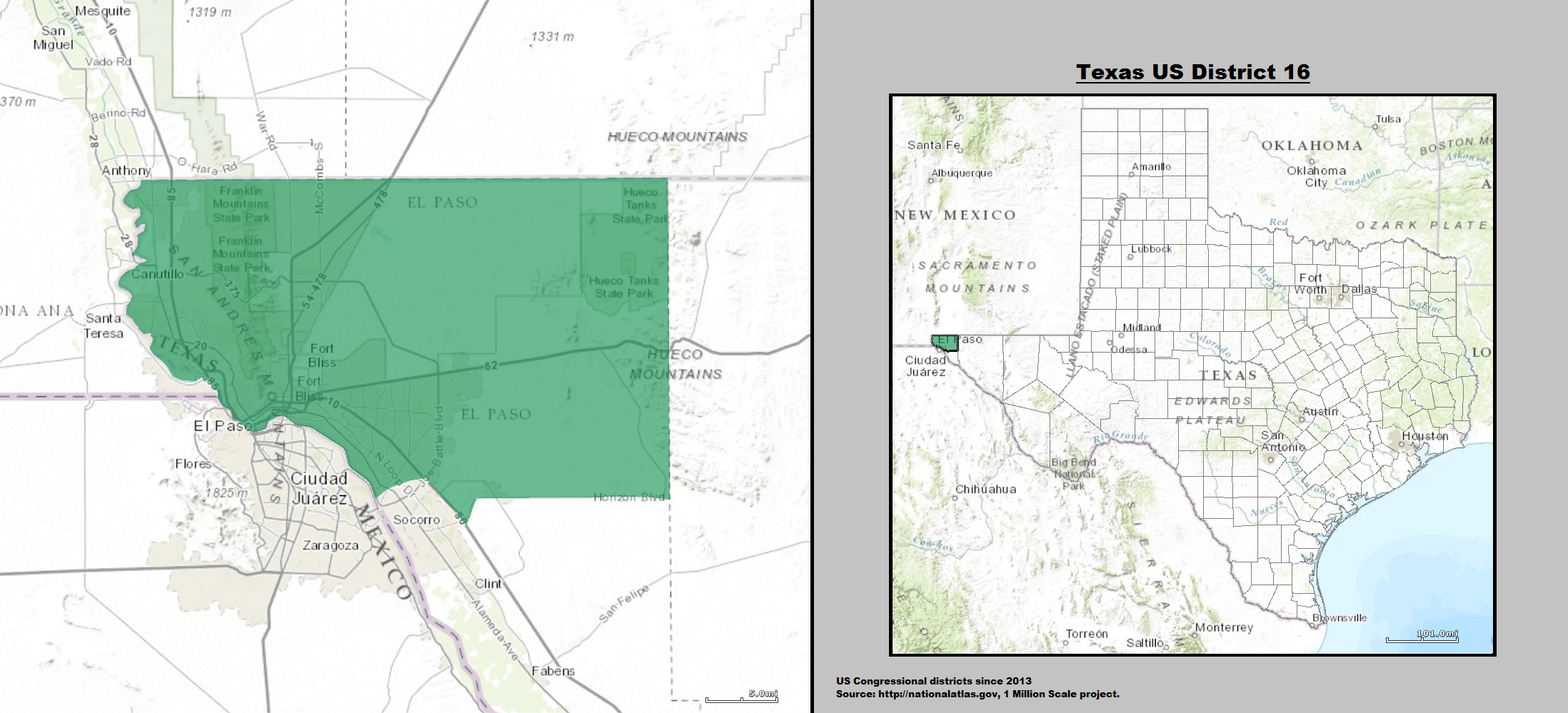
2013 - 2023

### 2004
| Élection de 2004 du 16e district congressionnel du Texas | Élection de 2004 du 16e district congressionnel du Texas | Élection de 2004 du 16e district congressionnel du Texas | Élection de 2004 du 16e district congressionnel du Texas | Élection de 2004 du 16e district congressionnel du Texas |
| -------------------------------------------------------- | -------------------------------------------------------- | -------------------------------------------------------- | -------------------------------------------------------- | -------------------------------------------------------- |
| Parti                                                    | Parti                                                    | Candidat                                                 | Votes                                                    | %                                                        |
|                                                          | Démocrate                                                | Silvestre Reyes (sortant)                                | 108 577                                                  | 67,5                                                     |
|                                                          | Républicain                                              | David Brigham                                            | 49 972                                                   | 31,1                                                     |
|                                                          | Libertarien                                              | Brad Clardy                                              | 2224                                                     | 1,4                                                      |
| Total des votes                                          | Total des votes                                          | Total des votes                                          | 160 773                                                  | 100 %                                                    |
|                                                          | Les Démocrates conservent                                |                                                          |                                                          |                                                          |

### 2006
| Élection de 2006 du 16e district congressionnel du Texas | Élection de 2006 du 16e district congressionnel du Texas | Élection de 2006 du 16e district congressionnel du Texas | Élection de 2006 du 16e district congressionnel du Texas | Élection de 2006 du 16e district congressionnel du Texas |
| -------------------------------------------------------- | -------------------------------------------------------- | -------------------------------------------------------- | -------------------------------------------------------- | -------------------------------------------------------- |
| Parti                                                    | Parti                                                    | Candidat                                                 | Votes                                                    | %                                                        |
|                                                          | Démocrate                                                | Silvestre Reyes (sortant)                                | 61 116                                                   | 78,7                                                     |
|                                                          | Libertarien                                              | Gordon Strickland                                        | 16 572                                                   | 21,3                                                     |
| Total des votes                                          | Total des votes                                          | Total des votes                                          | 77 688                                                   | 100 %                                                    |
|                                                          | Les Démocrates conservent                                |                                                          |                                                          |                                                          |

### 2008
| Élection de 2008 du 16e district congressionnel du Texas | Élection de 2008 du 16e district congressionnel du Texas | Élection de 2008 du 16e district congressionnel du Texas | Élection de 2008 du 16e district congressionnel du Texas | Élection de 2008 du 16e district congressionnel du Texas |
| -------------------------------------------------------- | -------------------------------------------------------- | -------------------------------------------------------- | -------------------------------------------------------- | -------------------------------------------------------- |
| Parti                                                    | Parti                                                    | Candidat                                                 | Votes                                                    | %                                                        |
|                                                          | Démocrate                                                | Silvestre Reyes (sortant)                                | 130 375                                                  | 82,1                                                     |
|                                                          | Indépendant                                              | Benjamin Eloy Mendoza                                    | 16 348                                                   | 10,3                                                     |
|                                                          | Libertarien                                              | Mette Baker                                              | 12 000                                                   | 7,6                                                      |
| Total des votes                                          | Total des votes                                          | Total des votes                                          | 158 723                                                  | 100 %                                                    |
|                                                          | Les Démocrates conservent                                |                                                          |                                                          |                                                          |

### 2010
| Élection de 2010 du 16e district congressionnel du Texas | Élection de 2010 du 16e district congressionnel du Texas | Élection de 2010 du 16e district congressionnel du Texas | Élection de 2010 du 16e district congressionnel du Texas | Élection de 2010 du 16e district congressionnel du Texas |
| -------------------------------------------------------- | -------------------------------------------------------- | -------------------------------------------------------- | -------------------------------------------------------- | -------------------------------------------------------- |
| Parti                                                    | Parti                                                    | Candidat                                                 | Votes                                                    | %                                                        |
|                                                          | Démocrate                                                | Silvestre Reyes (sortant)                                | 49 301                                                   | 58,1                                                     |
|                                                          | Républicain                                              | Tim Besco                                                | 31 051                                                   | 36,6                                                     |
|                                                          | Libertarien                                              | Bill Collins                                             | 4319                                                     | 5,1                                                      |
|                                                          | Write-In                                                 | Tim Collins                                              | 221                                                      | 0,3                                                      |
| Total des votes                                          | Total des votes                                          | Total des votes                                          | 84 892                                                   | 100 %                                                    |
|                                                          | Les Démocrates conservent                                |                                                          |                                                          |                                                          |

### 2012
| Élection de 2012 du 16e district congressionnel du Texas | Élection de 2012 du 16e district congressionnel du Texas | Élection de 2012 du 16e district congressionnel du Texas | Élection de 2012 du 16e district congressionnel du Texas | Élection de 2012 du 16e district congressionnel du Texas |
| -------------------------------------------------------- | -------------------------------------------------------- | -------------------------------------------------------- | -------------------------------------------------------- | -------------------------------------------------------- |
| Parti                                                    | Parti                                                    | Candidat                                                 | Votes                                                    | %                                                        |
|                                                          | Démocrate                                                | Beto O'Rourke                                            | 101 403                                                  | 65,4                                                     |
|                                                          | Républicain                                              | Barbara Carrasco                                         | 51 043                                                   | 32,9                                                     |
|                                                          | Libertarien                                              | Junart Sodoy                                             | 2559                                                     | 1,7                                                      |
| Total des votes                                          | Total des votes                                          | Total des votes                                          | 155 005                                                  | 100 %                                                    |
|                                                          | Les Démocrates conservent                                |                                                          |                                                          |                                                          |

### 2014
| Élection de 2014 du 16e district congressionnel du Texas | Élection de 2014 du 16e district congressionnel du Texas | Élection de 2014 du 16e district congressionnel du Texas | Élection de 2014 du 16e district congressionnel du Texas | Élection de 2014 du 16e district congressionnel du Texas |
| -------------------------------------------------------- | -------------------------------------------------------- | -------------------------------------------------------- | -------------------------------------------------------- | -------------------------------------------------------- |
| Parti                                                    | Parti                                                    | Candidat                                                 | Votes                                                    | %                                                        |
|                                                          | Démocrate                                                | Beto O'Rourke (sortant)                                  | 49 338                                                   | 67,5                                                     |
|                                                          | Républicain                                              | Corey Roen                                               | 21 324                                                   | 29,2                                                     |
|                                                          | Libertarien                                              | Jaime Perez                                              | 2443                                                     | 3,3                                                      |
| Total des votes                                          | Total des votes                                          | Total des votes                                          | 73 105                                                   | 100 %                                                    |
|                                                          | Les Démocrates conservent                                |                                                          |                                                          |                                                          |

### 2016
| Élection de 2016 du 16e district congressionnel du Texas | Élection de 2016 du 16e district congressionnel du Texas | Élection de 2016 du 16e district congressionnel du Texas | Élection de 2016 du 16e district congressionnel du Texas | Élection de 2016 du 16e district congressionnel du Texas |
| -------------------------------------------------------- | -------------------------------------------------------- | -------------------------------------------------------- | -------------------------------------------------------- | -------------------------------------------------------- |
| Parti                                                    | Parti                                                    | Candidat                                                 | Votes                                                    | %                                                        |
|                                                          | Démocrate                                                | Beto O'Rourke (sortant)                                  | 150 228                                                  | 85,7                                                     |
|                                                          | Libertarien                                              | Jaime Perez                                              | 17 491                                                   | 10,0                                                     |
|                                                          | Vert                                                     | Mary Gourdoux                                            | 7510                                                     | 4,3                                                      |
| Total des votes                                          | Total des votes                                          | Total des votes                                          | 175 229                                                  | 100 %                                                    |
|                                                          | Les Démocrates conservent                                |                                                          |                                                          |                                                          |

### 2018
| Élection de 2018 du 16e district congressionnel du Texas | Élection de 2018 du 16e district congressionnel du Texas | Élection de 2018 du 16e district congressionnel du Texas | Élection de 2018 du 16e district congressionnel du Texas | Élection de 2018 du 16e district congressionnel du Texas |
| -------------------------------------------------------- | -------------------------------------------------------- | -------------------------------------------------------- | -------------------------------------------------------- | -------------------------------------------------------- |
| Parti                                                    | Parti                                                    | Candidat                                                 | Votes                                                    | %                                                        |
|                                                          | Démocrate                                                | Veronica Escobar                                         | 124 437                                                  | 68,5                                                     |
|                                                          | Républicain                                              | Rick Seeberger                                           | 49 127                                                   | 27,0                                                     |
|                                                          | Indépendant                                              | Ben Mendoza                                              | 8147                                                     | 4,5                                                      |
|                                                          | Write-In                                                 | Write-In                                                 | 43                                                       | 0,0                                                      |
| Total des votes                                          | Total des votes                                          | Total des votes                                          | 181 754                                                  | 100 %                                                    |
|                                                          | Les Démocrates conservent                                |                                                          |                                                          |                                                          |

### 2020
| Élection de 2020 du 16e district congressionnel du Texas | Élection de 2020 du 16e district congressionnel du Texas | Élection de 2020 du 16e district congressionnel du Texas | Élection de 2020 du 16e district congressionnel du Texas | Élection de 2020 du 16e district congressionnel du Texas |
| -------------------------------------------------------- | -------------------------------------------------------- | -------------------------------------------------------- | -------------------------------------------------------- | -------------------------------------------------------- |
| Parti                                                    | Parti                                                    | Candidat                                                 | Votes                                                    | %                                                        |
|                                                          | Démocrate                                                | Veronica Escobar (sortante)                              | 150 108                                                  | 64,7                                                     |
|                                                          | Républicain                                              | Irene Armendariz-Jackson                                 | 84 006                                                   | 35,3                                                     |
| Total des votes                                          | Total des votes                                          | Total des votes                                          | 238 114                                                  | 100 %                                                    |
|                                                          | Les Démocrates conservent                                |                                                          |                                                          |                                                          |

### 2022
| Primaire Démocrate de 2022 du 16e district congressionnel du Texas | Primaire Démocrate de 2022 du 16e district congressionnel du Texas | Primaire Démocrate de 2022 du 16e district congressionnel du Texas | Primaire Démocrate de 2022 du 16e district congressionnel du Texas | Primaire Démocrate de 2022 du 16e district congressionnel du Texas |
| ------------------------------------------------------------------ | ------------------------------------------------------------------ | ------------------------------------------------------------------ | ------------------------------------------------------------------ | ------------------------------------------------------------------ |
| Parti                                                              | Parti                                                              | Candidat                                                           | Votes                                                              | %                                                                  |
|                                                                    | Démocrate                                                          | Veronica Escobar (sortante)                                        | 30 954                                                             | 88,0                                                               |
|                                                                    | Démocrate                                                          | Deliris Montanez                                                   | 4235                                                               | 12,0                                                               |

| Primaire Républicaine de 2022 du 16e district congressionnel du Texas | Primaire Républicaine de 2022 du 16e district congressionnel du Texas | Primaire Républicaine de 2022 du 16e district congressionnel du Texas | Primaire Républicaine de 2022 du 16e district congressionnel du Texas | Primaire Républicaine de 2022 du 16e district congressionnel du Texas |
| --------------------------------------------------------------------- | --------------------------------------------------------------------- | --------------------------------------------------------------------- | --------------------------------------------------------------------- | --------------------------------------------------------------------- |
| Parti                                                                 | Parti                                                                 | Candidat                                                              | Votes                                                                 | %                                                                     |
|                                                                       | Républicain                                                           | Irene Armendariz-Jackson                                              | 12 623                                                                | 100%                                                                  |

| Élection de 2022 du 16e district congressionnel du Texas | Élection de 2022 du 16e district congressionnel du Texas | Élection de 2022 du 16e district congressionnel du Texas | Élection de 2022 du 16e district congressionnel du Texas | Élection de 2022 du 16e district congressionnel du Texas |
| -------------------------------------------------------- | -------------------------------------------------------- | -------------------------------------------------------- | -------------------------------------------------------- | -------------------------------------------------------- |
| Parti                                                    | Parti                                                    | Candidat                                                 | Votes                                                    | %                                                        |
|                                                          | Démocrate                                                | Veronica Escobar (sortante)                              | 95 510                                                   | 63,5                                                     |
|                                                          | Républicain                                              | Irene Armendariz-Jackson                                 | 54 986                                                   | 36,5                                                     |
| Total des votes                                          | Total des votes                                          | Total des votes                                          | 150 496                                                  | 100 %                                                    |
|                                                          | Les Démocrates conservent                                |                                                          |                                                          |                                                          |

### 2024
| Primaire Démocrate de 2024 du 16e district congressionnel du Texas | Primaire Démocrate de 2024 du 16e district congressionnel du Texas | Primaire Démocrate de 2024 du 16e district congressionnel du Texas | Primaire Démocrate de 2024 du 16e district congressionnel du Texas | Primaire Démocrate de 2024 du 16e district congressionnel du Texas |
| ------------------------------------------------------------------ | ------------------------------------------------------------------ | ------------------------------------------------------------------ | ------------------------------------------------------------------ | ------------------------------------------------------------------ |
| Parti                                                              | Parti                                                              | Candidat                                                           | Votes                                                              | %                                                                  |
|                                                                    | Démocrate                                                          | Veronica Escobar (sortante)                                        | 30 954                                                             | 88,0                                                               |
|                                                                    | Démocrate                                                          | Leeland White                                                      | 4235                                                               | 12,0                                                               |

| Primaire Républicaine de 2024 du 16e district congressionnel du Texas | Primaire Républicaine de 2024 du 16e district congressionnel du Texas | Primaire Républicaine de 2024 du 16e district congressionnel du Texas | Primaire Républicaine de 2024 du 16e district congressionnel du Texas | Primaire Républicaine de 2024 du 16e district congressionnel du Texas |
| --------------------------------------------------------------------- | --------------------------------------------------------------------- | --------------------------------------------------------------------- | --------------------------------------------------------------------- | --------------------------------------------------------------------- |
| Parti                                                                 | Parti                                                                 | Candidat                                                              | Votes                                                                 | %                                                                     |
|                                                                       | Républicain                                                           | Irene Armendariz-Jackson                                              | 12 623                                                                | 100%                                                                  |

| Élection de 2024 du 16e district congressionnel du Texas | Élection de 2024 du 16e district congressionnel du Texas | Élection de 2024 du 16e district congressionnel du Texas | Élection de 2024 du 16e district congressionnel du Texas | Élection de 2024 du 16e district congressionnel du Texas |
| -------------------------------------------------------- | -------------------------------------------------------- | -------------------------------------------------------- | -------------------------------------------------------- | -------------------------------------------------------- |
| Parti                                                    | Parti                                                    | Candidat                                                 | Votes                                                    | %                                                        |
|                                                          | Démocrate                                                | Veronica Escobar (sortante)                              | 121 391                                                  | 59,54                                                    |
|                                                          | Républicain                                              | Irene Armendariz-Jackson                                 | 89 281                                                   | 40,46                                                    |
| Total des votes                                          | Total des votes                                          | Total des votes                                          | 220 672                                                  | 100 %                                                    |
|                                                          | Les Démocrates conservent                                |                                                          |                                                          |                                                          |